# Ivan Besora i Roig

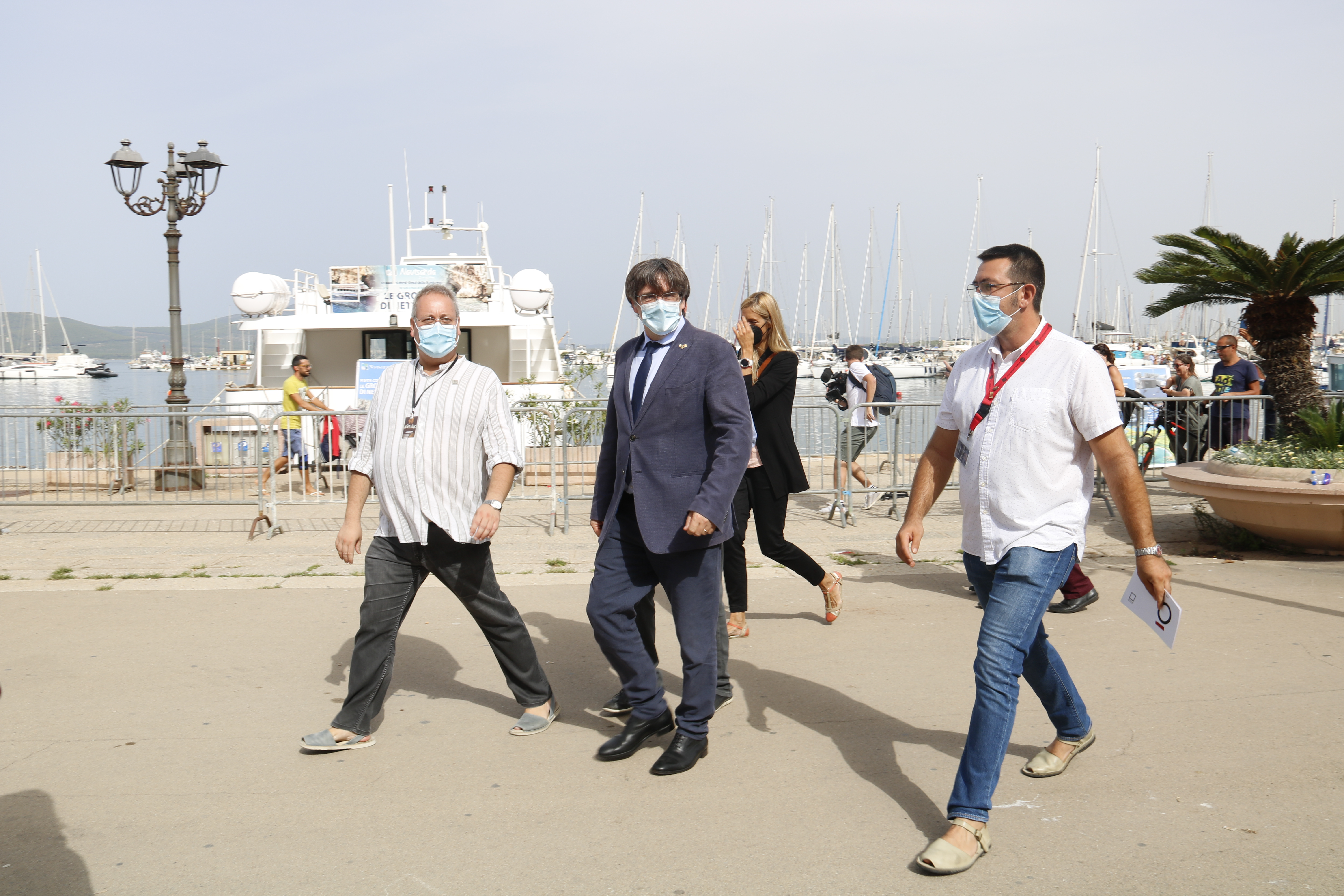
El president de l'Adifolk Ivan Besora al costat del president Puigdemont a l'Alguer el 25 de setembre de 2021

Ivan Besora i Roig (La Riba, 1978) és un activista cultural català. President de l'Associació per a la Difusió del Folklore de Catalunya (Adifolk) d'ençà del 10 de març de 2018, aquest montblanquí ha participat durant més de 25 anys al món fester com a component dels Amics dels Gegants de Montblanc i ha estat també president de l'Agrupació de Colles de Geganters de Catalunya entre 2004 i 2008.
Juntament amb l'Adifolk el seu nom conegué un gran ressò als Països Catalans, i a l'estranger, durant el setembre de 2021 arran de la detenció del president exiliat Carles Puigdemont que va ocórrer durant la celebració de la 33a edició del festival a l'Alguer.